# Foglio di montaggio
Nella realizzazione di un film i fogli di montaggio sono documenti scritti dal segretario di edizione su indicazioni del regista.
Tipicamente i fogli di montaggio sono complementari al girato giornaliero e vengono affidati al montatore insieme alle pizze di pellicole già stampate dal laboratorio seguendo il bollettino di edizione. Il montatore ha il compito di ordinarli cronologicamente secondo la sceneggiatura e seguendo le indicazioni date dal regista, utili per districarsi in presenza di grandi quantità di pellicola.
Con l'avvento del montaggio elettronico, il montatore non è più costretto a maneggiare tanta pellicola, poiché questa viene riversata in elettronica per essere poi montata con moviole digitali. Una volta finito il montaggio, il risultato è la brutta copia che servirà poi come riferimento per fare il taglio del negativo vero e proprio.